# Goera gracilicornis
Goera gracilicornis là một loài Trichoptera hóa thạch trong họ Goeridae.